# ポーリー・アヤラ
ポーリー・アヤラ（Paulie Ayala、1970年4月22日 - ）は、アメリカ合衆国の男性プロボクサー。テキサス州フォートワース出身。元WBA世界バンタム級王者。

## 来歴
1992年11月27日、プロデビュー。
1995年6月20日、無敗のままNABF北米バンタム級王座を獲得。以後、5度防衛。
1998年8月23日、WBC世界バンタム級王者辰吉丈一郎に指名挑戦者として挑戦。6回、アヤラのバッティングで辰吉が左眉付近をカットし、アヤラに減点1が与えられた。ドクターチェック後、試合は再開されたが、7回開始直後に試合はストップされ0-3の負傷判定負けで王座獲得に失敗。デビュー以来の連勝は25でストップした。
1999年6月26日、WBA世界バンタム級王者ジョニー・タピアに挑戦し、3-0の判定勝ちで王座を獲得。タピアにプロキャリア初黒星をつけた。この試合はリングマガジン ファイト・オブ・ザ・イヤーに選出され、同年のリングマガジン ファイター・オブ・ザ・イヤーにも選出された。
同王座を2度防衛後の2000年10月7日にIBA世界フェザー級王座決定戦でタピアと124ポンドのキャッチウェイトで再戦し、判定勝ち。
2001年3月30日、WBA世界バンタム級王座防衛戦でウーゴ・ディアンソに判定勝ちし、3度目の防衛に成功するも、同王座は返上した。
2002年11月16日、WBC世界フェザー級王座決定戦でエリック・モラレスと対戦し、判定負けで王座獲得ならず。
2004年6月19日、マルコ・アントニオ・バレラと対戦し、10回TKO負け。この試合を最後に引退した。

## 獲得タイトル
- WBA世界バンタム級王座（防衛3度）